# MTN (방송사)
《MTN 머니투데이방송》은 머니투데이에서 제공하는 경제방송으로 2008년 10월에 창립되었다.

## 개요
MTN 머니투데이방송은 경제 전문 방송으로 2008년 10월 1일 창립했다 .이 채널은 MCN 영화채널을 인수하여 설립했다고 한다. 케이블TV, 위성방송 스카이라이프(skylife) 및 온라인방송(MTN, 아프리카방송, 곰TV, 유튜브)을 통해서 증권정보 프로그램, 투자정보 프로그램, 증권시황 프로그램, 해외증시 프로그램, 재테크정보 프로그램, 시사교양 프로그램 등을 제공하고 있다.

## 주요 프로그램
- 생방송 굿모닝 마켓워치
- 예민수의 마켓온
- 출발!성공투자
- 시장공감 10
- SPOT + 이슈N현장 Li
- MTN 보험주치의
- 오! 마이 스탁
- 마감성공전락
- 생방송 마감전략 플러스
- 마켓 클로저 + SPOT Li
- 부동산 가이드
- 이브닝 투자쇼 '고수' 시즌2
- 부동산 투자의 신
- 전설의 고수비급 시즌2
- 주식의 정석
- 생방송 해외선물 내비게이션
- 기업&기업
- TV강의 행복한 100세
- 더리더
- 부동산경매 X-파일
- 가가호호 부동산 연구소
- 경제매거진
- MTN 투데이
- 이반장의 주식민원 처리반 시즌2
- 생방송 건강주치의 헬스Q
- 규슈 어디까지 가봤니
- 김생민의 비즈정보쇼
- 히든스탁
- 여의도주식왕2부

### 로고송
- 부자되는 좋은습관 대한민국 경제채널 MTN~